# Liste der Baudenkmäler im Stadtbezirk Bochum-Nord
Die Liste der Baudenkmäler im Stadtbezirk Bochum-Nord enthält die denkmalgeschützten Bauwerke auf dem Gebiet des Stadtbezirks Bochum-Nord in Nordrhein-Westfalen. Diese Baudenkmäler sind in der Denkmalliste der Stadt Bochum eingetragen; Grundlage für die Aufnahme ist das Denkmalschutzgesetz Nordrhein-Westfalen (DSchG NRW).

Der Stadtbezirk Bochum-Nord umfasst die Ortsteile Bergen, Gerthe, Harpen, Hiltrop, Kornharpen, Rosenberg.
Baudenkmäler sind „Denkmäler, die aus baulichen Anlagen oder Teilen baulicher Anlagen bestehen“.

## Liste der Baudenkmale
Die Liste umfasst falls vorhanden eine Fotografie des Denkmals, als Bezeichnung falls vorhanden den Namen, sonst kursiv den Gebäudetyp, die Adresse, eine Kurzbeschreibung, falls bekannt die Bauzeit, das Datum der Unterschutzstellung und die Eintragungsnummer der unteren Denkmalbehörde der Stadt Bochum. Der Name entspricht dabei der Bezeichnung durch die Denkmalbehörde der Stadt Bochum. Abkürzungen wurden zum besseren Verständnis aufgelöst, die Typografie an die in der Wikipedia übliche angepasst und Tippfehler korrigiert.
Die Denkmalliste der Stadt Bochum umfasst im Stadtbezirk Bochum-Nord 48 Baudenkmale (Stand 2024), darunter neun Wohnhäuser oder Siedlungen, sechs öffentliche Gebäude, fünf landwirtschaftliche Gebäude, je drei Sakralbauten und Geschäftshäuser, je zwei Denkmale und Wohn- und Geschäftshäuser sowie eine Industrieanlage.

## Auswahl von Denkmälern
| Bild                                                                      | Bezeichnung                                                               | Lage                                                  | Beschreibung | Bauzeit   | Eingetragen seit | Denkmal- nummer |
| ------------------------------------------------------------------------- | ------------------------------------------------------------------------- | ----------------------------------------------------- | --- | --------- | ---------------- | --------------- |
| weitere Bilder                                                            | evangelische Christuskirche                                               | Bochum-Nord Lothringer Straße 29 Karte                | zweischiffige, späthistoristische Sandsteinkirche                                                                                           | 1909      | 06.04.1989       | A 010           |
| Amtshaus Gerthe                                                           | Amtshaus Gerthe                                                           | Bochum-Nord Heinrichstraße 42 Gerther Straße 50 Karte | zweigeschossiger Putzbau mit neobarocken Ornamenten                                                                                         |           | 07.04.1989       | A 013           |
| Bauernhof                                                                 | Bauernhof                                                                 | Bochum-Nord Gerther Straße 135 Karte                  | zweieinhalbgeschossiges Fachwerkbauernhaus                                                                                                  |           | 17.04.1989       | A 045           |
| Bauernhof                                                                 | Bauernhof                                                                 | Bochum-Nord Kornweg 36 Karte                          | zweigeschossiges Fachwerkhallenhaus unter Satteldach                                                                                        |           | 11.12.1989       | A 121           |
| Bauernhof                                                                 | Bauernhof                                                                 | Bochum-Nord Zum Schultenhof 34 Karte                  | zweigeschossiges Fachwerk-Vierständerhaus                                                                                                   | 1804      | 01.02.1991       | A 189           |
| Turnhalle                                                                 | Turnhalle                                                                 | Bochum-Nord Heinrichstraße 44 Karte                   | zweigeschossiger Putzbau unter Flachdach | um 1920   | 31.07.1991       | A 231           |
| weitere Bilder                                                            | evangelische Vinzentiuskirche                                             | Bochum-Nord Kattenstraße 3 Karte                      | romanische Basilika mit Kunstgegenständen                                                                                                   |           | 02.08.1991       | A 235           |
| Wohnhaus                                                                  | Wohnhaus                                                                  | Bochum-Nord Hiltroper Landwehr 160 Karte              | eineinhalbgeschossiges Fachwerkhaus unter Satteldach                                                                                        |           | 08.08.1991       | A 242           |
| Wohnhaus                                                                  | Wohnhaus                                                                  | Bochum-Nord Frauenlobstraße 104 Karte                 | zweigeschossiges Fachwerkhaus unter Satteldach                                                                                              | 1822      | 14.04.1992       | A 257           |
| Wohn- und Geschäftshaus                                                   | Wohn- und Geschäftshaus                                                   | Bochum-Nord Harpener Hellweg 157 Karte                | zweigeschossiger, neorenaissancistischer Putz-/Ziegelbau                                                                                    | um 1900   | 30.06.1992       | A 266           |
| weitere Bilder                                                            | evangelische Erlöserkirche Hiltrop inklusive Außenanlagen                 | Bochum-Nord An der Hiltroper Kirche 2 b Karte         | dreischiffige Sandstein-Hallenkirche unter Satteldach                                                                                       | 1925–1927 | 15.09.1992       | A 273           |
| weitere Bilder                                                            | Pastorat                                                                  | Bochum-Nord Werner Straße 92 Karte                    | eingeschossiges Wohnhaus unter Krüppelwalmdach                                                                                              | 1831–1834 | 25.03.1993       | A 282           |
| Ehrenmal für die Gefallenen der Kriege 1870/1871 und 1864                 | Ehrenmal für die Gefallenen der Kriege 1870/1871 und 1864                 | Bochum-Nord Dietrich-Benking-Straße Karte             | expressionistische Sandsteinstele | etwa 1925 | 01.09.1993       | A 287           |
| Schule                                                                    | Schule                                                                    | Bochum-Nord Hegelstraße 32 Karte                      | zweigeschossiger, expressionistischer Putzbau unter Walmdach                                                                                | etwa 1925 | 06.09.1994       | A 313           |
| Schule                                                                    | Schule                                                                    | Bochum-Nord Frauenlobstraße 91 Karte                  | zweigeschossiger, sachlicher Putzbau unter Walmdach                                                                                         | 1910      | 06.09.1994       | A 314           |
| weitere Bilder                                                            | ehemaliges Maschinenhaus der Zeche Lothringen I/II                        | Bochum-Nord Lothringer Straße 36 Karte                | Ziegel-Klinkerhalle unter Tonnendach im Jugendstil                                                                                          | um 1880   | 09.02.1995       | A 330           |
| Bauernhof                                                                 | Bauernhof                                                                 | Bochum-Nord Wodanstraße 40 Karte                      | Längsdielenfachwerkhaus | 1802      | 22.03.1995       | A 335           |
| Gasthaus                                                                  | Gasthaus                                                                  | Bochum-Nord Harpener Hellweg 167 Karte                | zweieinhalbgeschossiges, fünfachsiges, verputztes Haus im Reformstil                                                                        | um 1910   | 20.06.1995       | A 343           |
| Wohn- und Geschäftshaus                                                   | Wohn- und Geschäftshaus                                                   | Bochum-Nord Harpener Hellweg 154 Karte                | zweigeschossiger, historistischer Ziegelbau                                                                                                 | um 1900   | 18.01.1996       | A 371           |
| Wohnhaus                                                                  | Wohnhaus                                                                  | Bochum-Nord Harpener Hellweg 215 Karte                | zweigeschossiges Fachwerkhaus | 1851      | 18.01.1996       | A 372           |
| katholisch St. Elisabeth-Kirche inklusive Pfarrhaus und Einfriedungsmauer | katholisch St. Elisabeth-Kirche inklusive Pfarrhaus und Einfriedungsmauer | Bochum-Nord Hiltroper Landwehr 7 a Karte              | dreischiffige, neuromanische Sandstein-Basilika mit Querhaus, zweigeschossiges, neuromanisches Wohnhaus unter sich kreuzenden Satteldächern | 1912/1913 | 01.03.1996       | A 378           |
| Bauernhof                                                                 | Bauernhof                                                                 | Bochum-Nord Kornharpener Straße 126 Karte             | Fachwerkbauernhaus | 1813      | 20.06.1996       | A 388           |
| Kiosk und Bedürfnisanstalt                                                | Kiosk und Bedürfnisanstalt                                                | Bochum-Nord Castroper Hellweg 365 Karte               | eingeschossiges, expressives Gebäude unter Walmdach                                                                                         | etwa 1928 | 16.12.1996       | A 412           |
| Wohnhaus                                                                  | Wohnhaus                                                                  | Bochum-Nord Heinrichstraße 50 Karte                   | zweigeschossiges, verputztes, expressionistisches Wohnhaus                                                                                  | etwa 1920 | 22.01.1997       | A 416           |
| ehemalige Zwangsarbeitersiedlung Bergener Straße                          | ehemalige Zwangsarbeitersiedlung Bergener Straße                          | Bochum-Nord Bergener Straße 116 a–i Karte             | eingeschossige Ziegelsteinbaracken mit Satteldach                                                                                           | 1941–1942 | 12.05.2003       | A 556           |
| Hilda-Heinemann-Schule                                                    | Hilda-Heinemann-Schule                                                    | Bochum-Nord Eifelstraße 15/17 Karte                   | dreigeschossiger, verklinkerter Schulbau unter Satteldächern                                                                                | 1950–1952 | 30.06.2004       | A 576           |
| Ladenpavillon                                                             | Ladenpavillon                                                             | Bochum-Nord Fischerstraße/Kirchhapener Straße Karte   | eingeschossiger, verputzter Ziegelbau der Nachkriegsarchitektur                                                                             | 1960      | 10.11.2004       | A 578           |
| Ehrenmal auf dem Friedhof in Gerthe                                       | Ehrenmal auf dem Friedhof in Gerthe                                       | Bochum-Nord Kirchharpener Straße 73 Karte             | trauernde Bronzefigur |           | 23.06.2005       | A 612           |
| Siedlung Gewerkenstraße, ehemalige Zwangsarbeitersiedlung                 | Siedlung Gewerkenstraße, ehemalige Zwangsarbeitersiedlung                 | Bochum-Nord Gewerkenstraße 10 c, 12 Karte             | eingeschossige Baracken unter Satteldach | um 1940   | 15.08.2005       | A 615           |
| weitere Bilder                                                            | Wohnhaus                                                                  | Bochum-Nord Stembergstraße 2 Karte                    | Fachwerkwohnhaus | 1861      | 20.09.2006       | A 621           |